# Asterix och hans tappra galler (film)
Asterix och hans tappra galler (franska: Astérix le Gaulois) är en fransk animerad film från 1967. Filmen är den första i ordningen om Asterix och är baserad på seriealbumet med samma namn publicerat 1959. En dubbad version med svenska röster kom 1972.
En svensk ljudboksversion baserad på seriealbumet gavs ut 1989.

## Handling
Romarna blir gång på gång besegrade av gallerna och försöker därför ta reda på hemligheten bakom deras styrka. De förklär en romare vid namn Caligula Minus till galler, kedjar honom och går med honom genom skogen för att gallerna ska befria honom och föra honom till sin by. 
Deras plan lyckas och Minus förs till gallernas by. Han får slutligen veta att hemligheten bakom deras styrka är en trolldryck som bara druiden Miraculix kan receptet till. Minus får en klunk av den. Strax därefter avslöjas han och flyr tillbaka till det romerska lägret. Han visar upp sin styrka för lägrets befälhavare Caius Bonus, som skickar ut en patrull för att fånga Miraculix. 
Därefter försöker han tvinga Miraculix att berätta receptet. Caius Bonus vill ha det så han kan slå sig fram till kejsartronen. Asterix blir orolig eftersom Miraculix har varit borta länge och ger sig av för att leta efter honom.

## Rollista (i urval)
Denna rollista avser den svenska filmdubbning som gavs ut 1972 på bio och som även finns utgiven på VHS och DVD. För den svenskdubbade versionen ansvarade Lasse Swärd för röstregi.
Dessutom anges rollista för den ljudboksversion från 1989 som gavs ut på kassettband. Denna inspelning är inte filmversionen, utan en nyinspelad version speciellt för ljudboksformat.
| Roll             | Originalröst      | Svensk röst (1972)                           | Svensk ljudbok (1989)       |
| Asterix          | Roger Carel       | Bert-Åke Varg                                | Bert-Åke Varg               |
| Obelix           | Jacques Morel     | Håkan Serner                                 | Ulf Larsson                 |
| Miraculix        | Lucien Raimbourg  | Per Sjöstrand                                | Lars Hansson                |
| Majestix         | Pierre Tornade    | Bert-Åke Varg                                | Staffan Hallerstam          |
| Troubadix        | Jacques Jouannaeu | Håkan Serner                                 | Lars Hansson                |
| Caligula Minus   | Jacques Jouannaeu | Lars Lennartsson                             | Sture Ström                 |
| Caius Bonus      | Pierre Tornade    | Tor Isedal                                   | Sture Ström                 |
| Marcus Sacapus   | Pierre Trabaud    | Bert-Åke Varg                                | Hans Jonsson                |
| Julius Caesar    | Maurice Chevit    | Mathias Henrikson                            | Sture Ström                 |
| Tullius Octupus  |                   | Bert-Åke Varg                                | Hans Jonsson                |
| Bonden           | Pierre Tornade    | Tor Isedal                                   | Patrik Varg                 |
| Julius Pompilius |                   | Lars Lennartsson                             | Gunnar Ernblad              |
| Berättare        | René Goscinny     | Mathias Henrikson                            | Bert-Åke Varg               |
| Övriga röster    |                   | Lars Lennartsson Per Sjöstrand Bert-Åke Varg | Gunnar Ernblad Hans Jonsson |

## Utgivning
Filmen har givits ut på VHS, Laserdisc, DVD och Blu-ray i Frankrike. I Sverige däremot har filmen bara givits på VHS och DVD.
Ljudboksversionen har givits ut på kassettband och senare även på CD.